# Live in Hawaii
A Live in Hawaii Janet Jackson amerikai énekesnő DVD-je. A kiadvány koncertfelvétel, az All for You turné utolsó állomásán, a hawaii Aloha Stadionban vették fel 2002. február 16-án. Másnap leadta az HBO is; az énekesnőnek ez volt a második koncertje a csatornán. A felvételt 4,4 millióan nézték az HBO-n.
2001-ben a DVD-t Emmy-díjra jelölték „kiemelkedő többkamerás képvágás minisorozatnál, filmnél vagy különkiadásnál” kategóriában. Ausztráliában a slágerlista 2. helyén nyitott és még azon a héten felkerült az első helyre. Az Egyesült Államokban és Európában 2004-ben, majd Európában 2005-ben más borítóval újra megjelent, dupla DVD-ként a The Velvet Rope Tour koncertfelvétellel.
A Would You Mind? előadásakor Janet mindig kiválasztott valakit a közönségből, akinek előadta a dalt; ez a dal teljes felvételénél látható a bónuszanyagok közt. A Son of a Gunt Missy Elliott vendégszereplésével adja elő. A DVD-n bepillanthatunk a színfalak mögé is a dalok közti szünetekben.

## Dalok
1. Come On Get Up
2. You Ain’t Right
3. All For You
4. Love Will Never Do (Without You)
5. Trust a Try
6. Medley: Come Back to Me/Let’s Wait Awhile/Again
7. Medley: Runaway/Miss You Much/When I Think of You/Escapade
8. Son of a Gun (I Betcha Think This Song Is About You) (Missy Elliott-tal)
9. Got ‘til It’s Gone
10. That’s the Way Love Goes
11. What Have You Done for Me Lately
12. Control
13. Nasty
14. Alright
15. Love Scene (Ooh Baby) (Instrumental Interlude)
16. Would You Mind?
17. If
18. Black Cat
19. Rhythm Nation
20. Doesn’t Really Matter
21. Someone to Call My Lover
22. Together Again

## Bónuszanyagok
- Janet beszél az All for Youról
- Fotógaléria
- Would You Mind? (teljes változat)

## Megjelenési dátumok
Live in Hawaii
| Régió            | Dátum                | Kiadó                    |
| ---------------- | -------------------- | ------------------------ |
| Európa           | 2002. június 24.     | Eagle Rock Entertainment |
| Ausztrália       | 2002. július 28.     | Warner Vision            |
| Egyesült Államok | 2002. szeptember 3.  | Warner Home Video        |
| Európa           | 2005. szeptember 26. | Warner Home Video        |

Live in Hawaii/The Velvet Rope Tour
| Régió            | Dátum               | Kiadó                    |
| ---------------- | ------------------- | ------------------------ |
| Európa           | 2004. szeptember 6. | Eagle Rock Entertainment |
| Egyesült Államok | 2004. november 16.  | Eagle Rock Entertainment |